# Félix Castillo
Félix Castillo Tardío, nacido el 21 de febrero de 1928 en Lima, Perú, fue un futbolista peruano. Se destacó en la posición de puntero derecho en el club Alianza Lima (donde fue ídolo) y en la selección de fútbol del Perú, debido a su gran habilidad, potencia, velocidad y juego explosivo. Es considerado uno de los mejores punteros derechos de la historia del fútbol peruano.
Durante El Dorado colombiano jugó dos temporadas en el América de Cali (1950-1951), convirtiéndose en ídolo y siendo reconocido como uno de los mejores futbolistas extranjeros en la historia del club caleño.
Falleció el 12 de octubre de 1978, fue enterrado en el Cementerio El Ángel.

## Participaciones internacionales

### Participaciones en Copa América
| Copa                         | Sede    | Resultado     | PJ | Goles | Prom. |
| ---------------------------- | ------- | ------------- | -- | ----- | ----- |
| Campeonato Sudamericano 1947 | Ecuador | Sexto Lugar   | 7  | 1     | 0.14  |
| Campeonato Sudamericano 1949 | Brasil  | Tercer puesto | 7  | 4     | 0.57  |
| Campeonato Sudamericano 1955 | Chile   | Tercer puesto | 5  | 1     | 0.20  |
| Campeonato Sudamericano 1956 | Uruguay | Quinto Lugar  | 5  | 1     | 0.20  |
| Total                        | Total   | Total         | 24 | 7     | 0.29  |

### Participaciones en Juegos Bolivarianos
| Torneo                   | Sede | Resultado | PJ | Goles | Prom. |
| ------------------------ | ---- | --------- | -- | ----- | ----- |
| Juegos Bolivarianos 1948 | Perú | Campeón   | 3  | 0     | 0.00  |

### Participaciones en Campeonatos Panamericanos
| Torneo                      | Sede  | Resultado     | PJ | Goles | Prom. |
| --------------------------- | ----- | ------------- | -- | ----- | ----- |
| Panamericano de Fútbol 1952 | Chile | Tercer puesto | 4  | 1     | 0.25  |

## Clubes
| Club                | País     | Año         |
| ------------------- | -------- | ----------- |
| Bombones de Chincha | Perú     | 1945        |
| Alianza Lima        | Perú     | 1946 - 1949 |
| América de Cali     | Colombia | 1950 - 1952 |
| Alianza Lima        | Perú     | 1952 - 1960 |
| Defensor Lima       | Perú     | 1961        |

## Palmarés

### Campeonatos nacionales
| Título                 | Club         | País | Año  |
| ---------------------- | ------------ | ---- | ---- |
| Liga Peruana de Fútbol | Alianza Lima | Perú | 1948 |
| Liga Peruana de Fútbol | Alianza Lima | Perú | 1952 |
| Liga Peruana de Fútbol | Alianza Lima | Perú | 1954 |
| Liga Peruana de Fútbol | Alianza Lima | Perú | 1955 |

## Enlaces
- Grandes jugadores del Alianza Lima.